# Jinmeiyō kanji
Jinmeiyō kanji (人名用漢字, lit.  "kanji para uso em nomes pessoais") é uma lista de 861 kanji, criados como um grupo suplementar de caracteres que podem ser usados de maneira legal para registrar nomes próprios no Japão, adicional à lista de «caracteres usados comumente» ou jōyō kanji, que se refere aos mais de 2000 caracteres de uso quotidiano no Japão.

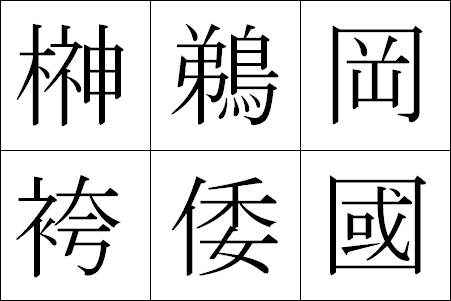
Exemplos de caracteres do jinmeiyō kanji:Acima (de esquerda a direita): 榊 - sakaki (uma árvore sagrada), 鵜 - u (cormorão), 岡 - oka (colina);Abaixo (de esquerda a direita): 袴 - hakama (saia ceremonial); 倭 - Wa (Antigo Japão); 國 - koku (país [forma tradicional]).

Como regra  principal, os nomes próprios japoneses a serem registrados podem conter somente caracteres do jōyō kanji (que se lêem como nomes usando o método nanori), jinmeiyō kanji, katakana e hiragana. No Japão, ensina-se os jinmeiyō kanji a partir da escola secundária, e requer-se experiência deste no Nível 2 do Kanji kentei, um exame de proficiência no conhecimento dos kanji.
Esta lista sofreu dez emendas (quatro delas em 2004) feitas pelo Ministério da Justiça, através do Departamento de Assuntos Civis, órgão encarregado do registro de nomes e que através da Lei de Registro Familiar (戸籍法, Kosekihō?), tem respondido à demanda dos pais que desejam nomear seus filhos com tais caracteres.

## História
O uso de caracteres para nomes próprios japoneses não tinha regulamento algum até o 16 de novembro de 1946, quando o Ministério de Educação de Japão estabeleceu o tōyō kanji, uma lista de 1.850 caracteres de uso quotidiano e que foi usado como base para registar nomes japoneses, apesar que a lista excluiu  muitos kanji usados em nomes nesse momento.
É de modo que em 25 de maio de 1951, o gabinete criou um grupo de caracteres que seriam usados especificamente para nomes e que serviria de complemento a lista tōyō kanji, chamado jinmeiyō kanji, com uma quantidade inicial de 92 caracteres.
Desde então, a lista sofreu dez emendas que sempre têm incrementado a quantidade de caracteres a usar. A emenda do 27 de setembro de 2004, aumentou a quantidade de 290 a 983 caracteres, sendo a adição mais substancial e controvertida numa lista de kanji.